# U17-världsmästerskapet i fotboll för damer 2010
U17-världsmästerskapet i fotboll för damer 2010 var det andra U17-världsmästerskapet i fotboll för damer och arrangerades i Trinidad och Tobago under perioden 5–25 september 2010.

## Gruppspel

### Grupp A
| Nr | Lag                 | S | V | O | F | GM | IM | MS | P |
| -- | ------------------- | - | - | - | - | -- | -- | -- | - |
| 1  | Nigeria             | 3 | 3 | 0 | 0 | 10 | 3  | +7 | 9 |
| 2  | Nordkorea           | 3 | 2 | 0 | 1 | 6  | 3  | +3 | 6 |
| 3  | Trinidad och Tobago | 3 | 1 | 0 | 2 | 3  | 4  | −1 | 3 |
| 4  | Chile               | 3 | 0 | 0 | 3 | 1  | 10 | −9 | 0 |

| 2           | 5 september 2010 | Nigeria                                  | 3 – 2           | Nordkorea                         | Hasely Crawford Stadium                                        |                                                                |
| 15:00 UTC−4 | 15:00 UTC−4      | Ngozi Okobi 3′, 79′ Francisca Ordega 77′ | (1 – 1) Rapport | 28′ Kim Su Gyong 58′ Kim Kum-Jong | Port of Spain Publik: 13 646 Domare: Kirsi Heikkinen (Finland) | Port of Spain Publik: 13 646 Domare: Kirsi Heikkinen (Finland) |
| 15:00 UTC−4 | 15:00 UTC−4      |                                          |                 |                                   | Port of Spain Publik: 13 646 Domare: Kirsi Heikkinen (Finland) | Port of Spain Publik: 13 646 Domare: Kirsi Heikkinen (Finland) |
| 15:00 UTC−4 | 15:00 UTC−4      |                                          |                 |                                   | Port of Spain Publik: 13 646 Domare: Kirsi Heikkinen (Finland) | Port of Spain Publik: 13 646 Domare: Kirsi Heikkinen (Finland) |

| 1           | 5 september 2010 | Trinidad och Tobago               | 2 – 1           | Chile             | Hasely Crawford Stadium                                     |                                                             |
| 18:00 UTC−4 | 18:00 UTC−4      | Diarra Simmons 9′ Liana Hinds 80′ | (1 – 0) Rapport | 83′ Iona Rothfeld | Port of Spain Publik: 13 646 Domare: Gyoengyi Gaal (Ungern) | Port of Spain Publik: 13 646 Domare: Gyoengyi Gaal (Ungern) |
| 18:00 UTC−4 | 18:00 UTC−4      |                                   |                 |                   | Port of Spain Publik: 13 646 Domare: Gyoengyi Gaal (Ungern) | Port of Spain Publik: 13 646 Domare: Gyoengyi Gaal (Ungern) |
| 18:00 UTC−4 | 18:00 UTC−4      |                                   |                 |                   | Port of Spain Publik: 13 646 Domare: Gyoengyi Gaal (Ungern) | Port of Spain Publik: 13 646 Domare: Gyoengyi Gaal (Ungern) |

| 10          | 8 september 2010 | Nordkorea                                     | 3 – 0           | Chile | Manny Ramjohn Stadium                                  |                                                        |
| 16:00 UTC−4 | 16:00 UTC−4      | Kim Kum-Jong 44′, 73′ Pong Son Hwa 85′ (str.) | (1 – 0) Rapport |       | Marabella Publik: 10 000 Domare: Finau Vulivuli (Fiji) | Marabella Publik: 10 000 Domare: Finau Vulivuli (Fiji) |
| 16:00 UTC−4 | 16:00 UTC−4      |                                               |                 |       | Marabella Publik: 10 000 Domare: Finau Vulivuli (Fiji) | Marabella Publik: 10 000 Domare: Finau Vulivuli (Fiji) |
| 16:00 UTC−4 | 16:00 UTC−4      |                                               |                 |       | Marabella Publik: 10 000 Domare: Finau Vulivuli (Fiji) | Marabella Publik: 10 000 Domare: Finau Vulivuli (Fiji) |

| 9           | 8 september 2010 | Trinidad och Tobago | 1 – 2           | Nigeria                               | Manny Ramjohn Stadium                                     |                                                           |
| 19:00 UTC−4 | 19:00 UTC−4      | Liana Hinds 36′     | (1 – 1) Rapport | 28′ Francisca Ordega 86′ Loveth Ayila | Marabella Publik: 10 000 Domare: Tanja Schett (Österrike) | Marabella Publik: 10 000 Domare: Tanja Schett (Österrike) |
| 19:00 UTC−4 | 19:00 UTC−4      |                     |                 |                                       | Marabella Publik: 10 000 Domare: Tanja Schett (Österrike) | Marabella Publik: 10 000 Domare: Tanja Schett (Österrike) |
| 19:00 UTC−4 | 19:00 UTC−4      |                     |                 |                                       | Marabella Publik: 10 000 Domare: Tanja Schett (Österrike) | Marabella Publik: 10 000 Domare: Tanja Schett (Österrike) |

| 17          | 12 september 2010 | Nordkorea       | 1 – 0           | Trinidad och Tobago | Ato Boldon Stadium                                  |                                                     |
| 18:00 UTC−4 | 18:00 UTC−4       | Kim Su-Gyong 3′ | (1 – 0) Rapport |                     | Couva Publik: 8 000 Domare: Thalia Mitsi (Grekland) | Couva Publik: 8 000 Domare: Thalia Mitsi (Grekland) |
| 18:00 UTC−4 | 18:00 UTC−4       |                 |                 |                     | Couva Publik: 8 000 Domare: Thalia Mitsi (Grekland) | Couva Publik: 8 000 Domare: Thalia Mitsi (Grekland) |
| 18:00 UTC−4 | 18:00 UTC−4       |                 |                 |                     | Couva Publik: 8 000 Domare: Thalia Mitsi (Grekland) | Couva Publik: 8 000 Domare: Thalia Mitsi (Grekland) |

| 18          | 12 september 2010 | Chile | 0 – 5           | Nigeria                                                           | Larry Gomes Stadium                               |                                                   |
| 18:00 UTC−4 | 18:00 UTC−4       |       | (0 – 2) Rapport | 15′ Francisca Ordega 41′, 51′, 72′ Loveth Ayila 90+1′ Ngozi Okobi | Arima Publik: 2 335 Domare: Michelle Pye (Kanada) | Arima Publik: 2 335 Domare: Michelle Pye (Kanada) |
| 18:00 UTC−4 | 18:00 UTC−4       |       |                 |                                                                   | Arima Publik: 2 335 Domare: Michelle Pye (Kanada) | Arima Publik: 2 335 Domare: Michelle Pye (Kanada) |
| 18:00 UTC−4 | 18:00 UTC−4       |       |                 |                                                                   | Arima Publik: 2 335 Domare: Michelle Pye (Kanada) | Arima Publik: 2 335 Domare: Michelle Pye (Kanada) |

### Grupp B
| Nr | Lag       | S | V | O | F | GM | IM | MS  | P |
| -- | --------- | - | - | - | - | -- | -- | --- | - |
| 1  | Tyskland  | 3 | 3 | 0 | 0 | 22 | 1  | +21 | 9 |
| 2  | Sydkorea  | 3 | 2 | 0 | 1 | 7  | 5  | +2  | 6 |
| 3  | Mexiko    | 3 | 1 | 0 | 2 | 5  | 13 | −8  | 3 |
| 4  | Sydafrika | 3 | 0 | 0 | 3 | 2  | 17 | −15 | 0 |

| 3           | 5 september 2010 | Tyskland                                                                                          | 9 – 0           | Mexiko | Dwight Yorke Stadium                                        |                                                             |
| 16:00 UTC−4 | 16:00 UTC−4      | Lena Lotzen 4′, 35′ Lena Petermann 12′, 13′, 72′ Kyra Malinowski 42′, 55′, 66′ Kristin Demann 47′ | (5 – 0) Rapport |        | Scarborough Publik: 2 961 Domare: Sachiko Yamagishi (Japan) | Scarborough Publik: 2 961 Domare: Sachiko Yamagishi (Japan) |
| 16:00 UTC−4 | 16:00 UTC−4      |                                                                                                   |                 |        | Scarborough Publik: 2 961 Domare: Sachiko Yamagishi (Japan) | Scarborough Publik: 2 961 Domare: Sachiko Yamagishi (Japan) |
| 16:00 UTC−4 | 16:00 UTC−4      |                                                                                                   |                 |        | Scarborough Publik: 2 961 Domare: Sachiko Yamagishi (Japan) | Scarborough Publik: 2 961 Domare: Sachiko Yamagishi (Japan) |

| 4           | 5 september 2010 | Sydafrika               | 1 – 3           | Sydkorea                               | Dwight Yorke Stadium                                       |                                                            |
| 19:00 UTC−4 | 19:00 UTC−4      | Jermaine Seoposenwe 53′ | (0 – 1) Rapport | 37′, 56′ Yeo Min-Ji 77′ Shin Dam-Yeong | Scarborough Publik: 2 961 Domare: Tanja Schett (Österrike) | Scarborough Publik: 2 961 Domare: Tanja Schett (Österrike) |
| 19:00 UTC−4 | 19:00 UTC−4      |                         |                 |                                        | Scarborough Publik: 2 961 Domare: Tanja Schett (Österrike) | Scarborough Publik: 2 961 Domare: Tanja Schett (Österrike) |
| 19:00 UTC−4 | 19:00 UTC−4      |                         |                 |                                        | Scarborough Publik: 2 961 Domare: Tanja Schett (Österrike) | Scarborough Publik: 2 961 Domare: Tanja Schett (Österrike) |

| 11          | 8 september 2010 | Tyskland | 10 – 10         | Sydafrika               | Dwight Yorke Stadium                                    |                                                         |
| 16:00 UTC−4 | 16:00 UTC−4      | Lena Lotzen 12′ Kyra Malinowski 19′, 29′, 36′, 57′ Melanie Leupolz 24′, 25′ Lena Petermann 35′, 37′ Jermaine Seoposenwe 45′ (sjm.) | (9 – 1) Rapport | 31′ Jermaine Seoposenwe | Scarborough Publik: 1 830 Domare: Michelle Pye (Kanada) | Scarborough Publik: 1 830 Domare: Michelle Pye (Kanada) |
| 16:00 UTC−4 | 16:00 UTC−4      | |                 |                         | Scarborough Publik: 1 830 Domare: Michelle Pye (Kanada) | Scarborough Publik: 1 830 Domare: Michelle Pye (Kanada) |
| 16:00 UTC−4 | 16:00 UTC−4      | |                 |                         | Scarborough Publik: 1 830 Domare: Michelle Pye (Kanada) | Scarborough Publik: 1 830 Domare: Michelle Pye (Kanada) |

| 12          | 8 september 2010 | Sydkorea                                                   | 4 – 1           | Mexiko            | Dwight Yorke Stadium                                         |                                                              |
| 19:00 UTC−4 | 19:00 UTC−4      | Kim Na-Ri 27′ Yeo Min-Ji 40′ Kim Da-Hye 76′ Lee Yoo-Na 90′ | (2 – 1) Rapport | 37′ Fernanda Pina | Scarborough Publik: 1 830 Domare: Estela Alvarez (Argentina) | Scarborough Publik: 1 830 Domare: Estela Alvarez (Argentina) |
| 19:00 UTC−4 | 19:00 UTC−4      |                                                            |                 |                   | Scarborough Publik: 1 830 Domare: Estela Alvarez (Argentina) | Scarborough Publik: 1 830 Domare: Estela Alvarez (Argentina) |
| 19:00 UTC−4 | 19:00 UTC−4      |                                                            |                 |                   | Scarborough Publik: 1 830 Domare: Estela Alvarez (Argentina) | Scarborough Publik: 1 830 Domare: Estela Alvarez (Argentina) |

| 19          | 12 september 2010 | Sydkorea | 0 – 3           | Tyskland                                                     | Larry Gomes Stadium                                              |                                                                  |
| 15:00 UTC−4 | 15:00 UTC−4       |          | (0 – 0) Rapport | 72′ Isabella Schmid 76′ Lena Lotzen 90+3′ Silvana Chojnowski | Arima Publik: 2 335 Domare: Shane de Silva (Trinidad och Tobago) | Arima Publik: 2 335 Domare: Shane de Silva (Trinidad och Tobago) |
| 15:00 UTC−4 | 15:00 UTC−4       |          |                 |                                                              | Arima Publik: 2 335 Domare: Shane de Silva (Trinidad och Tobago) | Arima Publik: 2 335 Domare: Shane de Silva (Trinidad och Tobago) |
| 15:00 UTC−4 | 15:00 UTC−4       |          |                 |                                                              | Arima Publik: 2 335 Domare: Shane de Silva (Trinidad och Tobago) | Arima Publik: 2 335 Domare: Shane de Silva (Trinidad och Tobago) |

| 20          | 12 september 2010 | Mexiko                                                                       | 4 – 0           | Sydafrika | Ato Boldon Stadium                                   |                                                      |
| 15:00 UTC−4 | 15:00 UTC−4       | Daniela Solis 21′ Andrea Sanchez 51′ Christina Murillo 68′ Fernanda Pina 77′ | (1 – 0) Rapport |           | Couva Publik: 8 500 Domare: Esther Staubli (Schweiz) | Couva Publik: 8 500 Domare: Esther Staubli (Schweiz) |
| 15:00 UTC−4 | 15:00 UTC−4       |                                                                              |                 |           | Couva Publik: 8 500 Domare: Esther Staubli (Schweiz) | Couva Publik: 8 500 Domare: Esther Staubli (Schweiz) |
| 15:00 UTC−4 | 15:00 UTC−4       |                                                                              |                 |           | Couva Publik: 8 500 Domare: Esther Staubli (Schweiz) | Couva Publik: 8 500 Domare: Esther Staubli (Schweiz) |

### Grupp C
| Nr | Lag         | S | V | O | F | GM | IM | MS | P |
| -- | ----------- | - | - | - | - | -- | -- | -- | - |
| 1  | Spanien     | 3 | 3 | 0 | 0 | 9  | 3  | +6 | 9 |
| 2  | Japan       | 3 | 2 | 0 | 1 | 13 | 4  | +9 | 6 |
| 3  | Venezuela   | 3 | 1 | 0 | 2 | 3  | 9  | −6 | 3 |
| 4  | Nya Zeeland | 3 | 0 | 0 | 3 | 2  | 11 | −9 | 0 |

| 6           | 6 september 2010 | Spanien                                                                  | 4 – 1           | Japan             | Ato Boldon Stadium                                      |                                                         |
| 16:00 UTC−4 | 16:00 UTC−4      | Iraia Pérez 26′ Alexia Putellas 28′ Laura Gutiérrez 41′ Raquel Pinel 55′ | (3 – 0) Rapport | 56′ Kumi Yokoyama | Couva Publik: 1 364 Domare: Quetzalli Alvarado (Mexiko) | Couva Publik: 1 364 Domare: Quetzalli Alvarado (Mexiko) |
| 16:00 UTC−4 | 16:00 UTC−4      |                                                                          |                 |                   | Couva Publik: 1 364 Domare: Quetzalli Alvarado (Mexiko) | Couva Publik: 1 364 Domare: Quetzalli Alvarado (Mexiko) |
| 16:00 UTC−4 | 16:00 UTC−4      |                                                                          |                 |                   | Couva Publik: 1 364 Domare: Quetzalli Alvarado (Mexiko) | Couva Publik: 1 364 Domare: Quetzalli Alvarado (Mexiko) |

| 5           | 6 september 2010 | Nya Zeeland   | 1 – 2           | Venezuela            | Ato Boldon Stadium                                  |                                                     |
| 19:00 UTC−4 | 19:00 UTC−4      | Kate Loye 10′ | (1 – 1) Rapport | 24′, 67′ Ysaura Viso | Couva Publik: 1 364 Domare: Thalia Mitsi (Grekland) | Couva Publik: 1 364 Domare: Thalia Mitsi (Grekland) |
| 19:00 UTC−4 | 19:00 UTC−4      |               |                 |                      | Couva Publik: 1 364 Domare: Thalia Mitsi (Grekland) | Couva Publik: 1 364 Domare: Thalia Mitsi (Grekland) |
| 19:00 UTC−4 | 19:00 UTC−4      |               |                 |                      | Couva Publik: 1 364 Domare: Thalia Mitsi (Grekland) | Couva Publik: 1 364 Domare: Thalia Mitsi (Grekland) |

| 13          | 9 september 2010 | Nya Zeeland   | 1 – 3           | Spanien                                        | Ato Boldon Stadium                                 |                                                    |
| 16:00 UTC−4 | 16:00 UTC−4      | Kate Loye 15′ | (1 – 1) Rapport | 4′ Gema Gili 48′ Sara Mérida 86′ Paloma Lázaro | Couva Publik: 1 785 Domare: Cha Sung Mi (Sydkorea) | Couva Publik: 1 785 Domare: Cha Sung Mi (Sydkorea) |
| 16:00 UTC−4 | 16:00 UTC−4      |               |                 |                                                | Couva Publik: 1 785 Domare: Cha Sung Mi (Sydkorea) | Couva Publik: 1 785 Domare: Cha Sung Mi (Sydkorea) |
| 16:00 UTC−4 | 16:00 UTC−4      |               |                 |                                                | Couva Publik: 1 785 Domare: Cha Sung Mi (Sydkorea) | Couva Publik: 1 785 Domare: Cha Sung Mi (Sydkorea) |

| 14          | 9 september 2010 | Japan                                                                                     | 6 – 0           | Venezuela | Ato Boldon Stadium                                      |                                                         |
| 19:00 UTC−4 | 19:00 UTC−4      | Mai Kyōkawa 10′, 32′ (str.), 59′ Yōko Tanaka 27′ Kumi Yokoyama 70′ Hikari Nagashima 90+2′ | (3 – 0) Rapport |           | Couva Publik: 1 758 Domare: Quetzalli Alvarado (Mexiko) | Couva Publik: 1 758 Domare: Quetzalli Alvarado (Mexiko) |
| 19:00 UTC−4 | 19:00 UTC−4      |                                                                                           |                 |           | Couva Publik: 1 758 Domare: Quetzalli Alvarado (Mexiko) | Couva Publik: 1 758 Domare: Quetzalli Alvarado (Mexiko) |
| 19:00 UTC−4 | 19:00 UTC−4      |                                                                                           |                 |           | Couva Publik: 1 758 Domare: Quetzalli Alvarado (Mexiko) | Couva Publik: 1 758 Domare: Quetzalli Alvarado (Mexiko) |

| 21          | 13 september 2010 | Japan                                                                        | 6 – 0           | Nya Zeeland | Dwight Yorke Stadium                                        |                                                             |
| 16:00 UTC−4 | 16:00 UTC−4       | Kumi Yokoyama 24′, 58′ Yōko Tanaka 59′, 89′ Mina Tanaka 74′ Yuka Honda 90+1′ | (1 – 0) Rapport |             | Scarborough Publik: 2 140 Domare: Kirsi Heikkinen (Finland) | Scarborough Publik: 2 140 Domare: Kirsi Heikkinen (Finland) |
| 16:00 UTC−4 | 16:00 UTC−4       |                                                                              |                 |             | Scarborough Publik: 2 140 Domare: Kirsi Heikkinen (Finland) | Scarborough Publik: 2 140 Domare: Kirsi Heikkinen (Finland) |
| 16:00 UTC−4 | 16:00 UTC−4       |                                                                              |                 |             | Scarborough Publik: 2 140 Domare: Kirsi Heikkinen (Finland) | Scarborough Publik: 2 140 Domare: Kirsi Heikkinen (Finland) |

| 22          | 13 september 2010 | Venezuela         | 1 – 2           | Spanien                | Manny Ramjohn Stadium                                  |                                                        |
| 16:00 UTC−4 | 16:00 UTC−4       | Anna Alvarado 74′ | (0 – 1) Rapport | 28′, 83′ Paloma Lázaro | Marabella Publik: 2 579 Domare: Therese Sagno (Guinea) | Marabella Publik: 2 579 Domare: Therese Sagno (Guinea) |
| 16:00 UTC−4 | 16:00 UTC−4       |                   |                 |                        | Marabella Publik: 2 579 Domare: Therese Sagno (Guinea) | Marabella Publik: 2 579 Domare: Therese Sagno (Guinea) |
| 16:00 UTC−4 | 16:00 UTC−4       |                   |                 |                        | Marabella Publik: 2 579 Domare: Therese Sagno (Guinea) | Marabella Publik: 2 579 Domare: Therese Sagno (Guinea) |

### Grupp D
| Nr | Lag       | S | V | O | F | GM | IM | MS | P |
| -- | --------- | - | - | - | - | -- | -- | -- | - |
| 1  | Irland    | 3 | 2 | 0 | 1 | 5  | 2  | +3 | 6 |
| 2  | Brasilien | 3 | 2 | 0 | 1 | 4  | 2  | +2 | 6 |
| 3  | Kanada    | 3 | 1 | 0 | 2 | 1  | 3  | −2 | 3 |
| 4  | Ghana     | 3 | 1 | 0 | 2 | 1  | 4  | −3 | 3 |

| 7           | 6 september 2010 | Irland              | 1 – 2           | Brasilien                              | Larry Gomes Stadium                         |                                             |
| 16:00 UTC−4 | 16:00 UTC−4      | Siobhan Killeen 58′ | (0 – 1) Rapport | 4′, 61′ Glaucia Suelen Silva Cristiano | Arima Publik: 1 881 Domare: Wang Jia (Kina) | Arima Publik: 1 881 Domare: Wang Jia (Kina) |
| 16:00 UTC−4 | 16:00 UTC−4      |                     |                 |                                        | Arima Publik: 1 881 Domare: Wang Jia (Kina) | Arima Publik: 1 881 Domare: Wang Jia (Kina) |
| 16:00 UTC−4 | 16:00 UTC−4      |                     |                 |                                        | Arima Publik: 1 881 Domare: Wang Jia (Kina) | Arima Publik: 1 881 Domare: Wang Jia (Kina) |

| 8           | 6 september 2010 | Kanada             | 1 – 0           | Ghana | Larry Gomes Stadium                                |                                                    |
| 19:00 UTC−4 | 19:00 UTC−4      | Haisha Cantave 54′ | (0 – 0) Rapport |       | Arima Publik: 1 881 Domare: Sung Mi Cha (Sydkorea) | Arima Publik: 1 881 Domare: Sung Mi Cha (Sydkorea) |
| 19:00 UTC−4 | 19:00 UTC−4      |                    |                 |       | Arima Publik: 1 881 Domare: Sung Mi Cha (Sydkorea) | Arima Publik: 1 881 Domare: Sung Mi Cha (Sydkorea) |
| 19:00 UTC−4 | 19:00 UTC−4      |                    |                 |       | Arima Publik: 1 881 Domare: Sung Mi Cha (Sydkorea) | Arima Publik: 1 881 Domare: Sung Mi Cha (Sydkorea) |

| 15          | 9 september 2010 | Irland              | 1 – 0           | Kanada | Larry Gomes Stadium                                   |                                                       |
| 16:00 UTC−4 | 16:00 UTC−4      | Siobhan Killeen 76′ | (0 – 0) Rapport |        | Arima Publik: 2 293 Domare: Sachiko Yamagishi (Japan) | Arima Publik: 2 293 Domare: Sachiko Yamagishi (Japan) |
| 16:00 UTC−4 | 16:00 UTC−4      |                     |                 |        | Arima Publik: 2 293 Domare: Sachiko Yamagishi (Japan) | Arima Publik: 2 293 Domare: Sachiko Yamagishi (Japan) |
| 16:00 UTC−4 | 16:00 UTC−4      |                     |                 |        | Arima Publik: 2 293 Domare: Sachiko Yamagishi (Japan) | Arima Publik: 2 293 Domare: Sachiko Yamagishi (Japan) |

| 16          | 9 september 2010 | Ghana           | 1 – 0           | Brasilien | Larry Gomes Stadium                                  |                                                      |
| 19:00 UTC−4 | 19:00 UTC−4      | Alice Danso 22′ | (1 – 0) Rapport |           | Arima Publik: 2 293 Domare: Esther Staubli (Schweiz) | Arima Publik: 2 293 Domare: Esther Staubli (Schweiz) |
| 19:00 UTC−4 | 19:00 UTC−4      |                 |                 |           | Arima Publik: 2 293 Domare: Esther Staubli (Schweiz) | Arima Publik: 2 293 Domare: Esther Staubli (Schweiz) |
| 19:00 UTC−4 | 19:00 UTC−4      |                 |                 |           | Arima Publik: 2 293 Domare: Esther Staubli (Schweiz) | Arima Publik: 2 293 Domare: Esther Staubli (Schweiz) |

| 23          | 13 september 2010 | Ghana | 0 – 3           | Irland                                                  | Dwight Yorke Stadium                                         |                                                              |
| 19:00 UTC−4 | 19:00 UTC−4       |       | (0 – 2) Rapport | 5′ Megan Campbell 36′ Stacie Donnelly 77′ Aileen Gilroy | Scarborough Publik: 2 140 Domare: Estela Alvarez (Argentina) | Scarborough Publik: 2 140 Domare: Estela Alvarez (Argentina) |
| 19:00 UTC−4 | 19:00 UTC−4       |       |                 |                                                         | Scarborough Publik: 2 140 Domare: Estela Alvarez (Argentina) | Scarborough Publik: 2 140 Domare: Estela Alvarez (Argentina) |
| 19:00 UTC−4 | 19:00 UTC−4       |       |                 |                                                         | Scarborough Publik: 2 140 Domare: Estela Alvarez (Argentina) | Scarborough Publik: 2 140 Domare: Estela Alvarez (Argentina) |

| 24          | 13 september 2010 | Brasilien                                             | 2 – 0           | Kanada | Manny Ramjohn Stadium                                  |                                                        |
| 19:00 UTC−4 | 19:00 UTC−4       | Paula Naira Rubio Vicenzo 20′ Thaís Duarte Guedes 51′ | (1 – 0) Rapport |        | Marabella Publik: 2 579 Domare: Gyoengyi Gaal (Ungern) | Marabella Publik: 2 579 Domare: Gyoengyi Gaal (Ungern) |
| 19:00 UTC−4 | 19:00 UTC−4       |                                                       |                 |        | Marabella Publik: 2 579 Domare: Gyoengyi Gaal (Ungern) | Marabella Publik: 2 579 Domare: Gyoengyi Gaal (Ungern) |
| 19:00 UTC−4 | 19:00 UTC−4       |                                                       |                 |        | Marabella Publik: 2 579 Domare: Gyoengyi Gaal (Ungern) | Marabella Publik: 2 579 Domare: Gyoengyi Gaal (Ungern) |

## Slutspel

### Slutspelsträd
|  | Kvartsfinaler            | Kvartsfinaler        |                              |       | Semifinaler | Semifinaler |  |  | Final | Final |
|  |                          |                      |                              |       |             |             |  |  |       |       |
|  | 16 september — Marabella |                      |                              |       |             |             |  |  |       |       |
|  |                          |                      |                              |       |             |             |  |  |       |       |
|  | Nigeria                  | 5                    |                              |       |             |             |  |  |       |       |
|  | Nigeria                  | 5                    | 21 september — Arima         |       |             |             |  |  |       |       |
|  | Sydkorea (e.f.)          | 6                    |                              |       |             |             |  |  |       |       |
|  | Sydkorea (e.f.)          | 6                    | Sydkorea                     | 2     |             |             |  |  |       |       |
|  | 17 september — Couva     |                      | Sydkorea                     | 2     |             |             |  |  |       |       |
|  |                          | Spanien              | 1                            |       |             |             |  |  |       |       |
|  | Spanien                  | Spanien              | 1                            | 2     |             |             |  |  |       |       |
|  | Spanien                  |                      | 25 september — Port of Spain | 2     |             |             |  |  |       |       |
|  | Brasilien                | 1                    |                              |       |             |             |  |  |       |       |
|  | Brasilien                | 1                    | Sydkorea (str.)              | 3 (5) |             |             |  |  |       |       |
|  | 16 september — Marabella |                      | Sydkorea (str.)              | 3 (5) |             |             |  |  |       |       |
|  |                          | Japan                | 3 (4)                        |       |             |             |  |  |       |       |
|  | Tyskland                 | Japan                | 3 (4)                        | 0     |             |             |  |  |       |       |
|  | Tyskland                 | 21 september — Couva |                              | 0     |             |             |  |  |       |       |
|  | Nordkorea                | 1                    |                              |       |             |             |  |  |       |       |
|  | Nordkorea                | 1                    | Nordkorea                    | 1     |             |             |  |  |       |       |
|  | 17 september — Arima     |                      | Nordkorea                    | 1     |             |             |  |  |       |       |
|  |                          | Japan                | 2                            |       | Bronsmatch  | Bronsmatch  |  |  |       |       |
|  | Irland                   | Japan                | 2                            | 1     | Bronsmatch  | Bronsmatch  |  |  |       |       |
|  | Irland                   |                      | 25 september — Port of Spain | 1     |             |             |  |  |       |       |
|  | Japan                    | 2                    |                              |       |             |             |  |  |       |       |
|  | Japan                    | 2                    | Spanien                      | 1     |             |             |  |  |       |       |
|  |                          |                      |                              |       |             |             |  |  |       |       |
|  | Nordkorea                | 0                    |                              |       |             |             |  |  |       |       |
|  | Nordkorea                | 0                    |                              |       |             |             |  |  |       |       |

### Kvartsfinaler
| 25          | 16 september 2010 | Nigeria                                                            | 0000 5 – 6 (e.fl.) | Sydkorea                                                             | Manny Ramjohn Stadium                                   |                                                         |
| 16:00 UTC−4 | 16:00 UTC−4       | Loveth Ayila 2′, 103′ Winifred Eyebhoria 3′ Ngozi Okobi 37′, 90+1′ | (3 – 2) Rapport    | 15′ Lee Geum-Min 23′, 70′ (str.), 89′, 98′ Yeo Min-Ji 94′ Kim A-Reum | Marabella Publik: 4 034 Domare: Thalia Mitsi (Grekland) | Marabella Publik: 4 034 Domare: Thalia Mitsi (Grekland) |
| 16:00 UTC−4 | 16:00 UTC−4       |                                                                    |                    |                                                                      | Marabella Publik: 4 034 Domare: Thalia Mitsi (Grekland) | Marabella Publik: 4 034 Domare: Thalia Mitsi (Grekland) |
| 16:00 UTC−4 | 16:00 UTC−4       |                                                                    |                    |                                                                      | Marabella Publik: 4 034 Domare: Thalia Mitsi (Grekland) | Marabella Publik: 4 034 Domare: Thalia Mitsi (Grekland) |

| 26          | 16 september 2010 | Tyskland | 0 – 1           | Nordkorea        | Manny Ramjohn Stadium                                       |                                                             |
| 19:00 UTC−4 | 19:00 UTC−4       |          | (0 – 1) Rapport | 44′ Kim Kum-Jong | Marabella Publik: 4 034 Domare: Quetzalli Alvarado (Mexiko) | Marabella Publik: 4 034 Domare: Quetzalli Alvarado (Mexiko) |
| 19:00 UTC−4 | 19:00 UTC−4       |          |                 |                  | Marabella Publik: 4 034 Domare: Quetzalli Alvarado (Mexiko) | Marabella Publik: 4 034 Domare: Quetzalli Alvarado (Mexiko) |
| 19:00 UTC−4 | 19:00 UTC−4       |          |                 |                  | Marabella Publik: 4 034 Domare: Quetzalli Alvarado (Mexiko) | Marabella Publik: 4 034 Domare: Quetzalli Alvarado (Mexiko) |

| 27          | 17 september 2010 | Spanien                              | 2 – 1           | Brasilien               | Ato Boldon Stadium                                    |                                                       |
| 16:00 UTC−4 | 16:00 UTC−4       | Raquel Pinel 35′ Nagore Calderón 65′ | (1 – 0) Rapport | 76′ (sjm.) Ivana Andrés | Couva Publik: 1 265 Domare: Sachiko Yamagishi (Japan) | Couva Publik: 1 265 Domare: Sachiko Yamagishi (Japan) |
| 16:00 UTC−4 | 16:00 UTC−4       |                                      |                 |                         | Couva Publik: 1 265 Domare: Sachiko Yamagishi (Japan) | Couva Publik: 1 265 Domare: Sachiko Yamagishi (Japan) |
| 16:00 UTC−4 | 16:00 UTC−4       |                                      |                 |                         | Couva Publik: 1 265 Domare: Sachiko Yamagishi (Japan) | Couva Publik: 1 265 Domare: Sachiko Yamagishi (Japan) |

| 28          | 17 september 2010 | Irland                | 1 – 2           | Japan                                       | Larry Gomes Stadium                               |                                                   |
| 19:00 UTC−4 | 19:00 UTC−4       | Denise O'Sullivan 53′ | (0 – 1) Rapport | 34′ (str.) Hikaru Naomoto 66′ Kumi Yokoyama | Arima Publik: 1 427 Domare: Michelle Pye (Kanada) | Arima Publik: 1 427 Domare: Michelle Pye (Kanada) |
| 19:00 UTC−4 | 19:00 UTC−4       |                       |                 |                                             | Arima Publik: 1 427 Domare: Michelle Pye (Kanada) | Arima Publik: 1 427 Domare: Michelle Pye (Kanada) |
| 19:00 UTC−4 | 19:00 UTC−4       |                       |                 |                                             | Arima Publik: 1 427 Domare: Michelle Pye (Kanada) | Arima Publik: 1 427 Domare: Michelle Pye (Kanada) |

### Semifinaler
| 29          | 21 september 2010 | Sydkorea                       | 2 – 1           | Spanien             | Ato Boldon Stadium                                |                                                   |
| 16:00 UTC−4 | 16:00 UTC−4       | Yeo Min-Ji 25′ Joo Soo-Jin 39′ | (2 – 1) Rapport | 23′ Amanda Sampedro | Couva Publik: 3 428 Domare: Michelle Pye (Kanada) | Couva Publik: 3 428 Domare: Michelle Pye (Kanada) |
| 16:00 UTC−4 | 16:00 UTC−4       |                                |                 |                     | Couva Publik: 3 428 Domare: Michelle Pye (Kanada) | Couva Publik: 3 428 Domare: Michelle Pye (Kanada) |
| 16:00 UTC−4 | 16:00 UTC−4       |                                |                 |                     | Couva Publik: 3 428 Domare: Michelle Pye (Kanada) | Couva Publik: 3 428 Domare: Michelle Pye (Kanada) |

| 30          | 21 september 2010 | Nordkorea        | 1 – 2           | Japan                               | Ato Boldon Stadium                                 |                                                    |
| 19:00 UTC−4 | 19:00 UTC−4       | Kim Kum-Jong 59′ | (0 – 0) Rapport | 69′ Hikari Takagi 70′ Kumi Yokoyama | Couva Publik: 3 428 Domare: Gyoengyi Gaal (Ungern) | Couva Publik: 3 428 Domare: Gyoengyi Gaal (Ungern) |
| 19:00 UTC−4 | 19:00 UTC−4       |                  |                 |                                     | Couva Publik: 3 428 Domare: Gyoengyi Gaal (Ungern) | Couva Publik: 3 428 Domare: Gyoengyi Gaal (Ungern) |
| 19:00 UTC−4 | 19:00 UTC−4       |                  |                 |                                     | Couva Publik: 3 428 Domare: Gyoengyi Gaal (Ungern) | Couva Publik: 3 428 Domare: Gyoengyi Gaal (Ungern) |

### Match om tredjepris
| 31          | 25 september 2010 | Spanien          | 1 – 0           | Nordkorea | Hasely Crawford Stadium                                          |                                                                  |
| 15:00 UTC−4 | 15:00 UTC−4       | Raquel Pinel 56′ | (0 – 0) Rapport |           | Port of Spain Publik: 12 983 Domare: Quetzalli Alvarado (Mexiko) | Port of Spain Publik: 12 983 Domare: Quetzalli Alvarado (Mexiko) |
| 15:00 UTC−4 | 15:00 UTC−4       |                  |                 |           | Port of Spain Publik: 12 983 Domare: Quetzalli Alvarado (Mexiko) | Port of Spain Publik: 12 983 Domare: Quetzalli Alvarado (Mexiko) |
| 15:00 UTC−4 | 15:00 UTC−4       |                  |                 |           | Port of Spain Publik: 12 983 Domare: Quetzalli Alvarado (Mexiko) | Port of Spain Publik: 12 983 Domare: Quetzalli Alvarado (Mexiko) |

### Final
| 32          | 25 september 2010 | Sydkorea                                                             | 0000 3 – 3 (e.fl.)         | Japan                                                                           | Hasely Crawford Stadium                                        |                                                                |
| 18:00 UTC−4 | 18:00 UTC−4       | Lee Jung-Eun 6′ Kim A-Reum 45+1′ Lee So-Dam 79′                      | (2 – 2) Rapport            | 11′ Hikaru Naomoto 17′ Yōko Tanaka 57′ Chika Katō                               | Port of Spain Publik: 12 983 Domare: Kirsi Heikkinen (Finland) | Port of Spain Publik: 12 983 Domare: Kirsi Heikkinen (Finland) |
| 18:00 UTC−4 | 18:00 UTC−4       |                                                                      |                            |                                                                                 | Port of Spain Publik: 12 983 Domare: Kirsi Heikkinen (Finland) | Port of Spain Publik: 12 983 Domare: Kirsi Heikkinen (Finland) |
| 18:00 UTC−4 | 18:00 UTC−4       | Lee Jung-Eun Yeo Min-Ji Lee So-Dam Kim Da-Hye Kim A-Reum Jang Sel-Gi | Straffsparksläggning 5 – 4 | Yōko Tanaka Naoko Wada Ayu Nakada Haruka Hamada Hikaru Naomoto Tomoko Muramatsu | Port of Spain Publik: 12 983 Domare: Kirsi Heikkinen (Finland) | Port of Spain Publik: 12 983 Domare: Kirsi Heikkinen (Finland) |

## Slutställning
| Nr | Lag                 | S | V | O | F | GM | IM | MS  | P  |
| -- | ------------------- | - | - | - | - | -- | -- | --- | -- |
| 1  | Sydkorea            | 6 | 4 | 1 | 1 | 18 | 14 | +4  | 13 |
| 2  | Japan               | 6 | 4 | 1 | 1 | 20 | 9  | +11 | 13 |
| 3  | Spanien             | 6 | 5 | 0 | 1 | 13 | 6  | +7  | 15 |
| 4  | Nordkorea           | 6 | 3 | 0 | 3 | 8  | 5  | +3  | 9  |
| 5  | Tyskland            | 4 | 3 | 0 | 1 | 22 | 2  | +20 | 9  |
| 6  | Nigeria             | 4 | 3 | 0 | 1 | 15 | 9  | +6  | 9  |
| 7  | Irland              | 4 | 2 | 0 | 2 | 6  | 4  | +2  | 6  |
| 8  | Brasilien           | 4 | 2 | 0 | 2 | 5  | 4  | +1  | 6  |
| 9  | Trinidad och Tobago | 3 | 1 | 0 | 2 | 3  | 4  | −1  | 3  |
| 10 | Kanada              | 3 | 1 | 0 | 2 | 1  | 3  | −2  | 3  |
| 11 | Ghana               | 3 | 1 | 0 | 2 | 1  | 4  | −3  | 3  |
| 12 | Venezuela           | 3 | 1 | 0 | 2 | 9  | 9  | 0   | 3  |
| 13 | Mexiko              | 3 | 1 | 0 | 2 | 5  | 13 | −8  | 3  |
| 14 | Nya Zeeland         | 3 | 0 | 0 | 3 | 11 | 11 | 0   | 0  |
| 15 | Chile               | 3 | 0 | 0 | 3 | 1  | 10 | −9  | 0  |
| 16 | Sydafrika           | 3 | 0 | 0 | 3 | 2  | 17 | −15 | 0  |